# Gerwald Rockenschaub
Gerwald Rockenschaub (* 9. Mai 1952 in Linz) ist ein österreichischer Künstler und DJ.

## Leben
Gerwald Rockenschaub studierte zunächst Geschichte, Psychologie und Philosophie an der Universität Wien und danach bis 1982 bei Herbert Tasquil an der Hochschule für Angewandte Kunst Wien. Ab den frühen 1980er-Jahren arbeitete er als DJ wie auch als Künstler, zuerst als Maler und später in der Installationskunst. 1984 zeigte er seine Arbeiten in ersten Einzelausstellungen bei Otto Mauer in der Wiener „Galerie nächst St. Stephan“ und der Hamburger Galerie Vera Munro; 1993 bespielte Rockenschaub mit Andrea Fraser und Christian Philipp Müller den Österreichischen Pavillon der Biennale von Venedig. 2007 war er auf der documenta 12 mit mehreren Arbeiten vertreten. Als Techno-DJ und Musiker gründete er 1995 mit Michael Meinhart den Club „the audioroom“ in Wien. Bei dem 2004 von Sylvie Fleury und John Armleder gegründeten Genfer Independent-Label Villa Magica Records veröffentlichte er die LP It's.... Er lebt und arbeitet in Berlin.

## Werk
Rockenschaubs frühe Gemälde gehören zur Neo-Geo-Malerei, einer Kunstrichtung der 1980er Jahre, die eine abstrakte Formfindung aus der zeitgenössischen Umwelt und Gesellschaft ableitet. 1987 wandte sich Rockenschaub trotz einsetzender Erfolge von der Malerei ab, da ihm diese Kunstrichtung – auch angesichts der Technologisierung der Musik, die für ihn selbst einen Übergang vom Punk zu House bedeutete – als nicht mehr zeitgemäß erschien. Seine späteren Installationen und Skulpturen führen dennoch die für Neo-Geo charakteristische Verbindung klarer ästhetischer Formen und spezifischer Umweltbedingungen fort: So sind seine Rauminstallationen im Österreichischen Pavillon oder im MUMOK zum einen als minimalistische Objekte zu verstehen, zum anderen verweisen sie auf die Ausstellungsbedingungen der zeitgenössischen Kunst im sogenannten White Cube. Dazu greift er mitunter direkt in die Architektur der jeweiligen Ausstellungsräume ein, um das Verhältnis von Betrachter, Kunstwerk und Raum offenzulegen oder umzukehren, so dass die Ausstellungsbesucher selbst zum (ästhetischen) Bestandteil der Installation werden.
Neben seiner Teilnahme an der Clubszene greift Rockenschaub in seinen künstlerischen Werken ebenso deren ästhetische Elemente auf und verwendet Industriematerialien wie PVC, aus denen seine Werke nach Computerentwürfen gefertigt werden. Die Computergrafik als visueller Bezugspunkt wird beispielsweise in seiner Gestaltung der Fassade der Temporären Kunsthalle Berlin deutlich, die er mit einer in Pixeln gerasterten Wolke bemalen ließ.
Im Jahr 2007 erhielt Rockenschaub den hoch dotierten Fred-Thieler-Preis für Malerei. Seit 2012 gehört er selbst der derzeit fünfköpfigen Jury des Kunstpreises an.

## Ausstellungen
- 1981: Forum Stadtpark, Graz (mit Herbert Brandl)
- 1981: Clubgalerie der Secession Wien (mit Herbert Brandl)
- 1983, 1984: Galerie nächst St. Stephan, Wien
- 1983: Galerie Krinzinger, Innsbruck
- 1984: Galerie Vera Munro, Hamburg
- 1985: Galerie Susanne Kulli, St. Gallen, Schweiz
- 1985: Galerie Paul Maenz, Köln
- 1985: Galerie Tanja Grunert, Köln
- 1992: Villa Arson in Nizza, Frankreich
- 1993: Österreichischer Pavillon der Biennale von Venedig (mit Andrea Fraser und Christian Philipp Müller)
- 1993–1994: Backstage, Kunstverein in Hamburg
- 1994: Wiener Secession, Wien
- 1996: Das Labor, The New York Kunsthalle in New York (mit Matta Wagnest)
- 1998: funky minimal, Kunstverein in Hamburg
- 1998: Galerie Hauser & Wirth 2, Zürich, Schweiz
- 1999: Kunstverein in Hamburg
- 2004: 4296 m3, MUMOK Wien
- 2005: Lichtkunst aus Kunstlicht, ZKM Karlsruhe
- 2007: documenta 12, Kassel
- 2011: multidial, Kunstmuseum Wolfsburg
- 2012/2013: Plattform. Nahaufnahmen des Beethovenfrieses aus restauratorischer und künstlerischer Sicht[9]
- 2016: Abstract Loop Austria, 21er Haus, Wien[10]
- 2016: Blueberry Fields, Kunstmuseum St. Gallen[11]
- 2021: Gerwald Rockenschaub, Albertina, Wien (Red Carpet Showroom am Karlsplatz)[12]
- 2022: circuit cruise / feasible memory/regulator, Belvedere 21, Wien[13]